# Lueddemannia dalessandroi
Lueddemannia dalessandroi là một loài thực vật có hoa trong họ Lan. Loài này được (Dodson) G.Gerlach & M.H.Weber mô tả khoa học đầu tiên năm 2006.